# Dorylus funereus
Dorylus funereus är en myrart som beskrevs av Carlo Emery 1895. Dorylus funereus ingår i släktet Dorylus och familjen myror.

## Underarter
Arten delas in i följande underarter:
- D. f. acherontus
- D. f. funereus
- D. f. pardus
- D. f. stygis
- D. f. zumpti